# Wassoulou (musik)

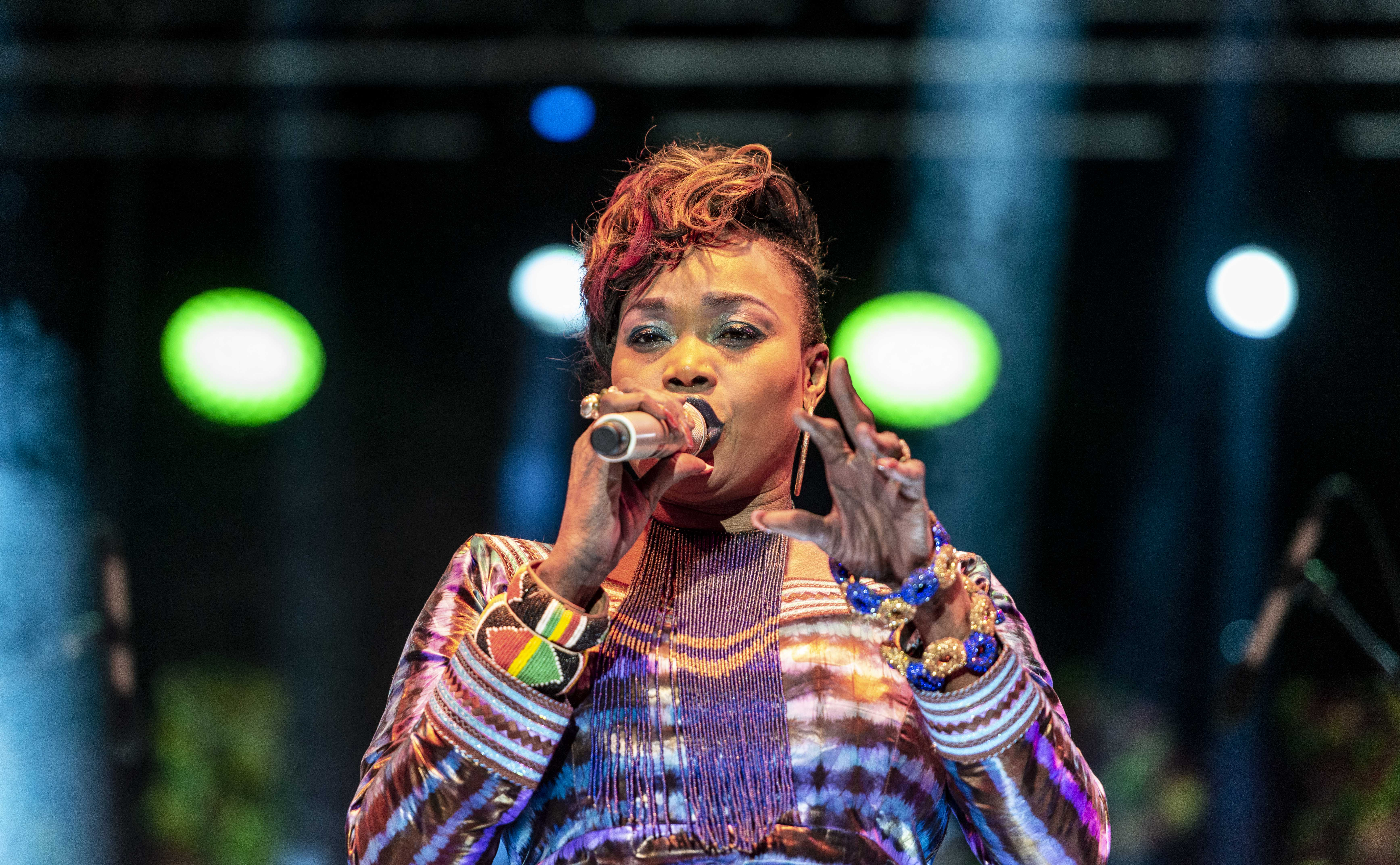
Oumou Sangaré framför musik från Wassoulou.

Wassoulou (bambara: Wasulo) är en  musikstil som har sitt ursprung i det västafrikanska området Wassoulou.
Den framförs huvudsakligen av kvinnor och texterna handlar om barnafödande, fertilitet och polygami. Sången ackompanjeras vanligen med traditionella stränginstrument som soku,  bolon och ngoni samt 
slagverk som djembe och karinyan. Framförandet är ofta passionerat och empatiskt och sjungs som call and response.
Bland de maliska sångerskor som introducerade Wassouloumusiken i västvärlden kan nämnas Fatoumata Diawara och Oumou Sangaré.